# کارل کالر

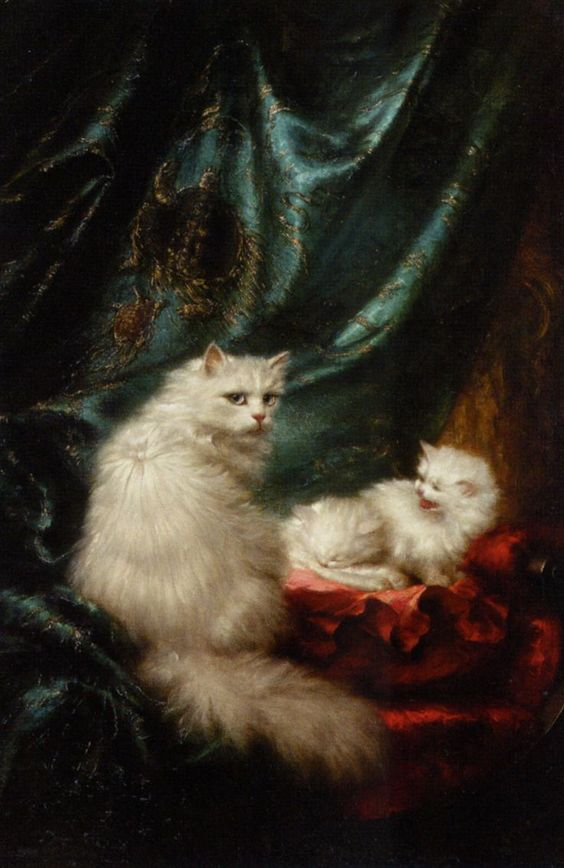
سالنکاتزن

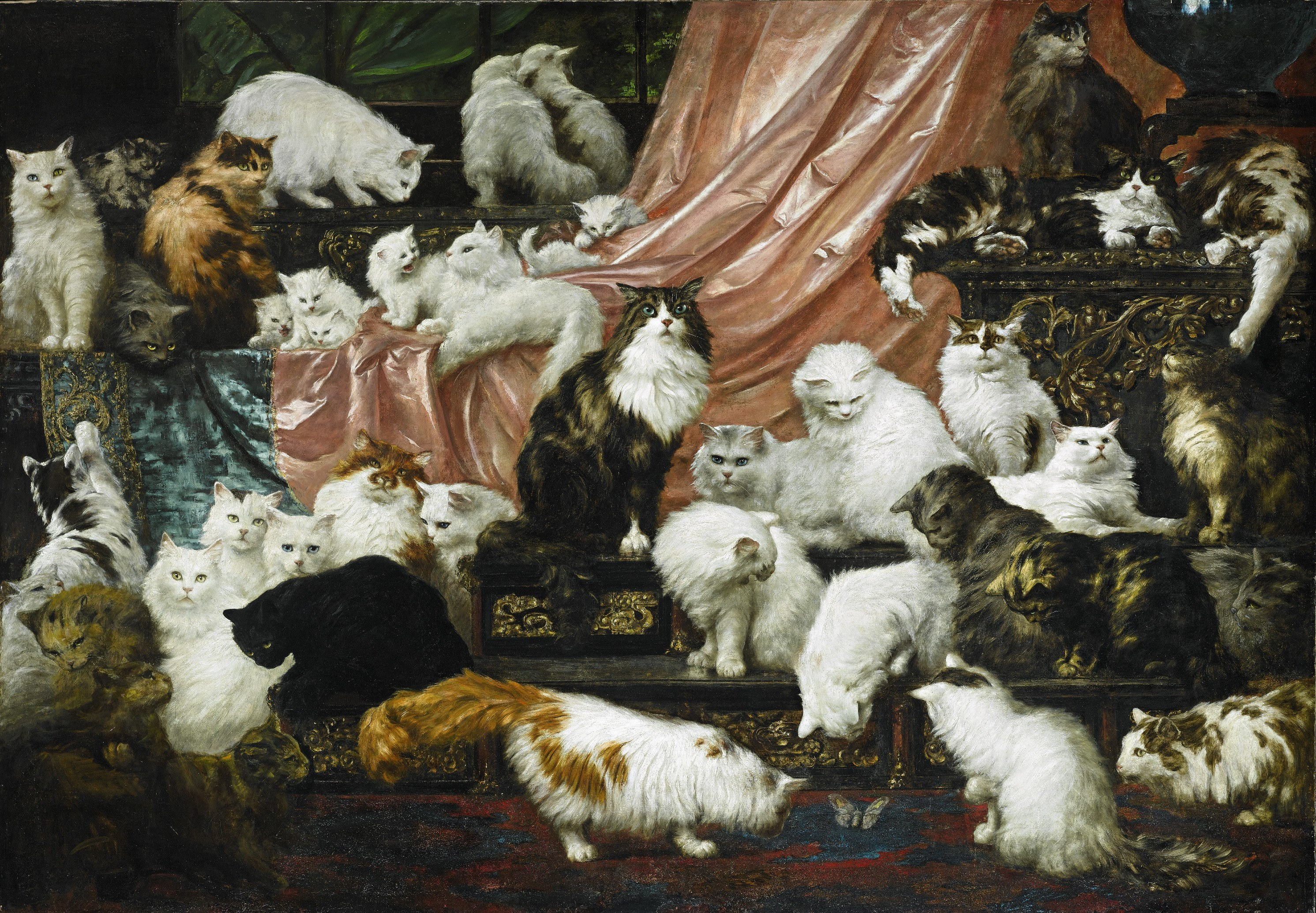
عاشقان همسر من ۱۸۹۱

کارل کالر (۱۲ سپتامبر ۱۸۵۶–۱۸ آوریل ۱۹۰۶) نقاش اتریشی زندگی روزمره و حیوانات بود که به خصوص برای نقاشی از گربه‌ها شناخته می‌شد.

## زندگی
کالر در لینتس متولد شد. از ۱۹ اکتبر ۱۸۷۴ او در آکادمی هنرهای زیبای مونیخ به تحصیل پرداخت و با لودویگ فون لوفتز و ویلهلم لیندشمیت جوان آشنا شد. پس از پایان تحصیلات خود در آکادمی، پیش از استقرار در مونیخ، مدتی در پاریس تحصیل کرد.
بین سال ۱۸۸۱ و ۱۸۸۸ او به نمایش آثار خود در برلین مونیخ و وین پرداخت. در سال ۱۸۸۵ او به استرالیا مهاجرت کرد و تا سال ۱۸۹۰ در ملبورن کار کرد که در آن جا او سه نقاشی از جام ملبورن. در یکی از آن‌ها به نام، حلقهٔ شرط‌بندی، او تصویر تمام افراد حاضر در جمعیت را به شکل پرتره کشید.
او بعدها به ایالات متحده آمریکا مهاجرت کرد. در سال ۱۸۹۱ به سفارش کیت بردسال جانسون، عاشقان همسر من را کشید که ۴۲ گربه را به تصویر می‌کشد که به خاطر نسخه‌های چاپی آن بسیار شناخته شده‌اند. ابعد از آن به‌طور فزاینده ای برای نقاشی از گربه‌ها شناخته شد.
کالر در سن ۴۹ سالگی در زمین‌لرزه ۱۹۰۶ سانفرانسیسکو درگذشت.